# Defacen
Defacen of defacing (ook wel bekladding genoemd) is de benaming voor het ongewild van buitenaf aanpassen van webpagina's door hackers. Veel voorkomende doelen zijn websites van overheden, particulieren en bedrijven. Bij een defacing wordt de originele (home)page vervangen door een andere, waarop vaak politieke (of andere) boodschappen verkondigd worden.

## Statistieken
Tussen 2010 en 2016 werden er wereldwijd gemiddeld ten minste ongeveer 1,2 miljoen websites per jaar beklad. Er is echter sinds 2013 een kleine daling te zien in het aantal bekladde websites.